# Bandiera della Grande Manchester

Bandiera della Grande Manchester

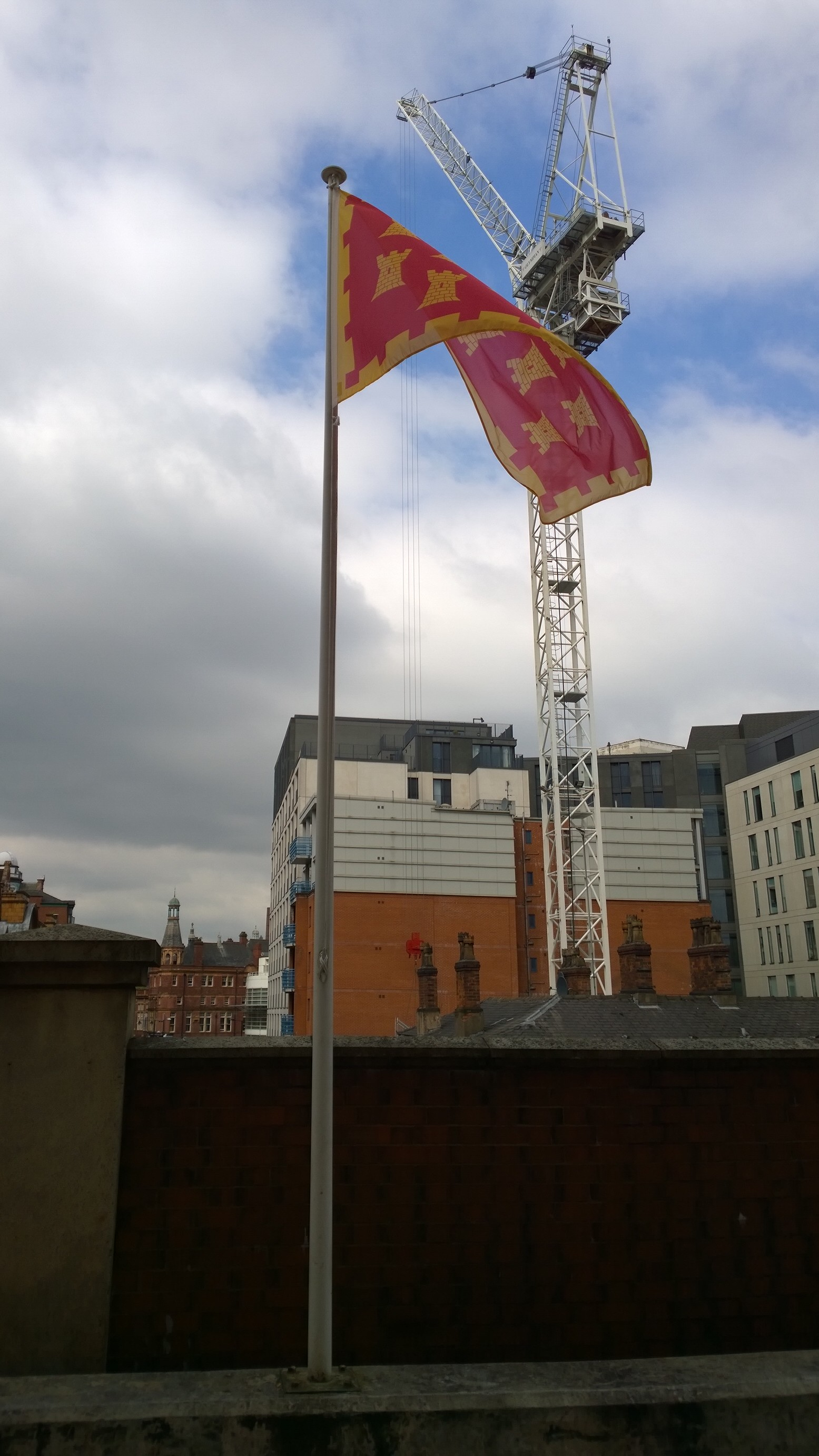
Bandiera della Grande Manchester che sventola alla stazione ferroviaria di Manchester Piccadilly

La bandiera della Grande Manchester è la bandiera della contea metropolitana della Grande Manchester in Inghilterra.

## Storia
La bandiera è stata adottata dal Greater Manchester County Council nel 1974 e deriva dal disegno dello scudo e dell'emblema sullo stemma della Grande Manchester; il design stesso è utilizzato da un certo numero di organizzazioni che rappresentano l'area della Grande Manchester, come l'ex Greater Manchester County Council, il Greater Manchester Fire and Rescue Service e la Greater Manchester Army Cadet Force, che utilizzano dieci torri dorate su uno sfondo rosso per rappresentare i dieci distretti metropolitani.

## Descrizione
La bandiera è composta da dieci castelli d'oro (disposti in file di 3–2–3–2) su uno sfondo rosso, frangiati da un bordo dorato nello stile di una merlatura di un castello. Il blasone è: "Rosso, dieci Torri tre due tre due, tutte all'interno di un Bordura merlata Oro".
I dieci castelli d'oro rappresentano sia il paesaggio urbano della Grande Manchester, sia la sua divisione nei suoi dieci distretti metropolitani: Bolton, Bury, Manchester, Oldham, Rochdale, Tameside, Trafford, Salford, Stockport e Wigan. Lo sfondo rosso rappresenta la manodopera e il patrimonio architettonico in mattoni rossi della regione, entrambi retaggi del passato industriale della Grande Manchester. Il bordo merlato rappresenta l'unità e il futuro condiviso della regione e il suo carattere audace, vigile e lungimirante.

## Utilizzo
La bandiera attualmente sventola davanti agli uffici della National Rail alla stazione di Manchester Piccadilly e davanti al municipio di Rochdale.